# Ardabur
Ardabur (en grec antic: Αρδαβούρ) va ser magister militum de l'Exèrcit romà d'Orient durant l'Imperi de Teodosi II, a la dècada de l'any 420. Era de l'ètnia dels alans.
Durant la guerra romano-sassànida dels anys 421 i 422, va assolar Arzanene i va assetjar Nísibis. Acabada la confrontació, Ardabur va ser ascendit al rang de magister militum praesentalis, l'oficial que dirigia totes les forces militars.
L'any 424, Ardabur i el seu fill Aspar van ser enviats a una campanya a Itàlia per enderrocar l'usurpador Joan el Secretari. Ardabur va ser capturat però el seu fill va aconseguir salvar-lo. Després del seu retorn a Constantinoble, va ser nomenat cònsol l'any 427.
No s'ha de confondre aquest Ardabur amb el seu net del mateix nom, que va ser cònsol vint anys més tard.